# Hirssaari (ö i Södra Savolax, S:t Michel, lat 61,64, long 27,76)
Hirssaari är en ö i Finland. Den ligger i sjön Saimen och i kommunen Sankt Michel i den ekonomiska regionen  S:t Michel och landskapet Södra Savolax, i den södra delen av landet, 220 km nordost om huvudstaden Helsingfors. Öns area är 64,2 hektar och dess största längd är 1,6 kilometer i nord-sydlig riktning.